# Peter Iwanowitsch Severin
Peter Iwanowitsch Severin (russisch Пётр Иванович Северин; wissenschaftliche Transliteration Pëtr Ivanovič Severin, * 1761; † 23. Septemberjul. / 5. Oktober 1830greg.) russischer Generalmajor, Zivilgouverneur von Witebsk und Senator.

## Leben
Severin trat in die Armee ein, diente bei der Artillerie und avancierte, nachdem er 1783 mit einem Kurierauftrag nach Konstantinopel geschickt wurde und Gold im Wert von über einer Million Rubel nach Russland holte, in den Rang eines Leutnants. Er nahm am Finnischen Krieg teil und gehörte zu den Architekten des Frieden von Värälä. Bis zum Jahre 1797 stand er im Semenowki-Regiment und stieg dort bis zum Oberst auf. In Anerkennung seiner militärischen und diplomatischen Erfolge erhielt er 25.000 Rubel, wurde 1797 zum Generalmajor befördert und wurde Kommandeur des Ismailowski-Regiments.
Severin dimittierte jedoch noch im 1797 aus dem Militärdienst und wurde Geheimrat. Im Dezember 1800 übernahm er als Zivilgouverneur das Gouvernement Witebsk. Auf dieser Stelle war er wenig erfolgreich, es kam zu mehreren Gräueltaten an der Bevölkerung, woraufhin er abberufen wurde. Späterhin jedoch wurde er mehrfach ausgezeichnet, er war also nicht nachhaltig in Ungnade gefallen. Mit seiner Berufung zum Senator in der 8. Abteilung des Regierenden Senats im Jahre 1822 beschloss er seine Laufbahn. Die Senatorenstellung hatte er bis zu seinem Tod bekleidet.
Severin hatte mit Anna Bragin einen Sohn Dimitri Petrowitsch Severin, nachmaliger russischer Gesandter und bevollmächtigter Minister in München.